# Trudvang
Denna artikel handlar om Trudvang i den nordiska mytologin. För kampanjvärlden Trudvang till rollspelet Drakar och Demoner, se Drakar och Demoner Trudvang.
Trudvang (isländska Þrúðvangar, 'kraftvångarna', 'maktfälten'), även Trudheim och Trudvång, är i nordisk mytologi den del av Asgård där Tors boning Bilskirne ligger.